# 酒池肉林
酒池肉林（しゅちにくりん）は、酒や肉が豊富で豪奢な酒宴という意味の四字熟語である。「肉林」の「肉」に「肉欲」の意はなく、女性に囲まれて大騒ぎをする宴というのは誤用である。

## 語源
中国前漢時代の歴史家司馬遷によって編纂された中国の歴史書『史記』「殷本紀」に記された一節が語源である。殷の紂王が愛姫である妲己の歓心を買うため、その言うがままに日夜酒色に耽り、民を虐げた（とされる）故事に由来する。

妲己を愛しみ、妲己の言これ従う。（中略）賦税を厚くして、もって鹿台の銭を実（み）たし、鉅橋の粟を盈たす。（中略）ますます沙丘の苑台を広め、（中略）酒をもって池と為し、肉を縣けて林と為し、男女をして倮ならしめ、あいその間に逐わしめ、長夜の飲をなす。百姓怨望して諸侯畔く者有り、是において紂すなわち刑辟を重くし、炮烙の刑有り。

## その他の文書における扱い
前漢以前の先秦時代に書かれた歴史書『書経』で殷代を扱った商書、周書には、同様の記述はない。
前漢より後、西晋の歴史家である皇甫謐が著した『帝王世紀』には、「夏桀は肉山脯林を為し、殷紂は酒池肉林を為す」と書かれている。肉山脯林は、肉は生肉、脯は干し肉の意味があり、豪華な宴会が開かれている様子である。